# Jaromír Lisý
Jaromír Lisý (3. února 1921, Praha – 12. listopadu 2021, Praha) byl za protektorátu člen Obrany národa, vězeň nacistických pracovních táborů, důstojník generálního štábu ČSLA, vojenský přidělenec, zahraniční pozorovatel a nositel titulu čestný občan Prahy 5.
Jaromír Lisý zažil jako vysokoškolský student události 17. listopadu 1939, během druhé světové války byl účastníkem domácího odboje v ilegální vojenské organizaci Obrana národa. Po zatčení gestapem v listopadu 1941 byl vyslýchán, vězněn, a odsouzen na jaře 1943 lidovým soudem v Litoměřicích k trestu věznění. Až do června 1944 byl držen v nacistických pracovních táborech v Německu, ale druhou světovou válku přežil. Po skončení druhé světové války si dokončil vysokou školu, absolvoval vojenskou službu, krátce působil v podniku Chemapol a v roce 1950 se stal vojákem z povolání. Pracoval na pražském generálním štábu, jako vojenský přidělenec ve druhé polovině 60. let 20. století v Maďarsku, pak jako pozorovatel v syrském Damašku prakticky až do roku 1968. Za zjevný nesouhlas se srpnovou invazí do Československa byl vyloučen z KSČ a v roce 1971 nuceně převeden v hodnosti plukovníka do zálohy. Našel místo v překladatelském oddělení v dodavatelsko-inženýrském závodě Škoda a až do svého odchodu do důchodu v roce 1980 se věnoval překladatelství a průvodcovství. V důchodu tlumočil, překládal a spolupracoval s cestovní kanceláří. V roce 2011 se stal členem Československé obce legionářské, jednoty Praha 5; do roku 2016 aktivně přispíval do měsíčníku Pražská pětka (vydává Městská část Praha 5); na začátku roku 2017 mu pátá pražská městská část udělila čestné občanství.

## Stručný životopis

### Mládi a studia
Jaromír Lisý se narodil v Praze 3. února 1921 do rodiny vojáka z povolání, který byl poté převelen na Slovensko, kam jej následovala i jeho rodina. Na Slovensku žil Jaromír až do roku 1939.

### Druhá světová válka
Po obecné škole a studiu na reálném gymnáziu v Košicích (maturitu skládal ale až v Protektorátu Čechy a Morava)) začal po prázdninách studovat Vysokou školu obchodní v Praze, ale během studia, kdy byl ubytován v Masarykových kolejích v Dejvicích, byl dne 17. listopadu 1939 poprvé zatčen gestapem. Po uzavření vysokých škol se Jaromír Lisý vrátil do Kolína. Tady pracoval v kolínské továrně Bayer a tady přistoupil na nabídku spolupráce s domácím odbojem v Kolíně, kde byl činný i jeho otec. Poté, co byla ilegální činnost odbojářů prozrazena, byl 22. listopadu 1941 opět (spolu se svým otcem) zatčen. Po výsleších na kolínském gestapu byl on i jeho otec deportováni do věznice gestapa v Malé pevnosti v Terezíně. Tady se oba dostali k relativně snesitelné práci. Během heydrichiády, kdy se poměry vězněných zhoršily, byli drženi v Praze na Pankráci a pak je čekali více než dva roky v různých pracovních táborech a nacistických káznicích na území protektorátu i v Německu. Jaromír nejprve prošel lágr v Drážďanech, poté následoval lidový soud v Litoměřicích na jaře 1943 a pak byl dále vězněn v jiném lágru u Drážďan. Syn i otec nakonec skončili v Sasku, kde byli nuceni vykonávat s minimálními příděly jídla namáhavou a vysilující práci. V červnu roku 1944 byl Jaromír z vězení propuštěn, ale jeho otec musel v Německu ještě zůstat.

### Po druhé světové válce
Po skončení druhé světové války se Jaromír pohroužil do studia cizích jazyků, prošel povinným vojenským výcvikem a v roce 1950 se stal vojákem z povolání. Ve funkci vojenského přidělence působil mimo jiné i v Maďarsku, kde zažil povstání v roce 1956. V roce 1967 byl povolán do syrského Damašku. Po 21. srpnu 1968 nesouhlasil se vstupem vojsk Varšavské smlouvy do Československa, za což byl po roce 1968 vyloučen z KSČ a v roce 1971 musel odejít z armády. Jaromír se věnoval překladatelství a průvodcovství a v roce 1980 odešel do starobního důchodu.

### Po sametové revoluci
Do roku 2016 byl Jaromír Lisý i aktivním přispěvatelem do měsíčníku Pražská pětka. Jeho životní příběh zpracovali v roce 2017 žáci ze Základní školy Santoška v rámci projektu Příběhy našich sousedů, který organizovala nezisková organizace Post Bellum. Dne 15. února 2017 u příležitosti zahájení Dnů Prahy 5 udělila pátá městská část odbojáři Jaromíru Lisému čestné občanství jako poděkování, projev úcty a ocenění jeho celoživotního díla. Jaromír Lisý bydlel na Praze 5 a pro komunitní centrum Prádelna připravoval od roku 2018 cestovatelské přednášky (Sýrie, Írán). V březnu 2020 se uskutečnila jeho nejspíše poslední „před-covidová“ přednáška s názvem Cestovatel a jeho 5 „P“. Jaromír Lisý zemřel v Praze 12. listopadu 2021 poté, co téhož roku 3. února 2021 oslavil svoje 100. narozeniny.

## Podrobný životopis

### Rodinné poměry
Karel Lisý (Jaromírův otec) se vrátil z první světové války, kde bojoval celkem čtyři roky a v prvorepublikové československé armádě již zůstal. Nově vzniklé Československo muselo na svém samotném počátku na Slovensku čelit útokům ozbrojených oddílu Bély Kuna a Karel Lisý tam byl odvelen bojovat proti maďarským bolševikům (Republice rad).

### Studium na Slovensku
Jaromír Lisý se narodil 3. února 1921 v Praze, ale kolem roku 1923 se rodina odstěhovala z Prahy do Košic, kde byl dislokován 32. pěší pluk „Gardský“ u něhož Jaromírův otec Karel sloužil. Jaromír v Košicích vychodil obecnou školu a postoupil na reálné gymnázium. Ještě než stačil dokončit středoškolská studia v Košicích, musela rodina následovat otce do Prešova, kam byl jako voják z povolání přeložen. Jaromír pokračoval ve studiu v Prešově a v roce 1937 se mu naskytla možnost odjel na tři roky trvající stipendijní pobyt do francouzského města Nîmes, kde studoval na lyceu. Na prázdniny roku 1938 se z Francie vrátil do Československa, ale na další pokračování studijního pobytu do Francie již, vzhledem k politické situaci, neodjel.

### Mobilizace
Po vyhlášení mobilizace (nebyl mobilizován pro svůj nízký věk) pomáhal Jaromír Lisý jako dobrovolník při dislokaci mobilizovaných mužů do míst, kde měli být ubytováni. Sílící protičeské nálady na Slovensku koncem roku 1938 a odstředivé tendence Slovenska přiměly Jaromíra k návratu vlakem 14. března 1939 do Čech, v době, kdy se Slovensko osamostatnilo a začala německá okupace Čech a Moravy. V Kolíně u svého dědečka pokračoval ve středoškolském studiu na gymnáziu, složil tam maturitu a v rodné Praze se přihlásil ke studiu na Vysoké obchodní škole, kam byl přijat.

### 17. listopad 1939
Byl ubytován na Masarykových kolejích v Dejvicích, kde osobně zažil zátah Němců na studenty vysokých škol 17. listopadu 1939. Jaromír byl zadržen, odvezen do jízdárny ruzyňských kasáren, kde musel společně se stovkami dalších studentů čekat na další nejistý osud. Patřil k těm, co byli propuštěni, ale i jeho postihl zákaz studia na českých vysokých školách. Když selhal Jaromírův pokus dostat se na konzervatoř, odjel do Kolína, kde se snažil rychle získat nějakou práci, aby se vyhnul nasazení na práci do Říše.

### Odbojová činnost
V Kolíně začal Jaromír pracovat v grafických podnicích I. L. Bayer jako praktikant. Do protiněmecké odbojové činnosti v Obraně národa se zapojil na popud svého spolupracovník, bývalého italského legionáře Otakara Moravce. (Konec konců v odboji byl již zapojen i Jaromírův otec Karel Lisý.) Jaromírovo úkolem bylo zorganizovat skupinu spolehlivých mladých lidí a připravit akceschopnou odbojovou skupinu ochotnou pomoci při aktivitách spojených s koncem druhé světové války. Jaromír se tak zapojil do odbojové skupiny vlastnící a ukrývající zbraně (karabiny, ruční granáty), rozšiřující ilegální tiskoviny a připravující půdu pro očekávané celonárodní povstání proti okupantům. Svoji matku o ilegální činnosti raději neinformoval, ale jednoho dne se od ní dozvěděl o zatčení Otakara Moravce německým gestapem. Jedna ze tří Moravcových dcer mu následně předala k ukrytí několik zbraní a dokumenty ke spálení; jednu pistoli si Jaromír ukryl doma do sklepa pod koks. Po důkladné domovní prohlídce u Lisých, která následovala brzy po odhalení Otakara Moravce, byli zatčeni Jaromír i jeho otec Karel a v sobotu 22. listopadu 1941 byli vyslýcháni gestapem. (Tou dobou byl vězněn i dědeček Jaromíra Lisého, kterého udal jakýsi příslušník Vlajky za protiříšské řeči vedené při cestě ve vlaku.) Při výsleších se Jaromír Lisý snažil prozradit jen to, o čem předpokládal, že již gestapo vytěžilo z odbojářů vyslýchaných před ním.

### Věznění, lidový soud, lágr Griebo
Na konci ledna roku 1942 byli Jaromír i jeho otec Karel deportováni do věznice gestapa v Malé pevnosti Terezín. Jaromír se dostal na barák číslo 9, kde byli vězněni studenti zatčení během manifestace 28. října 1939. Jaromír pracoval zpočátku na železnici u Ústí nad Labem, kam denně dojížděl vlakem, ale později získal práci kráječe chleba (Brotschneider). Po vyhlášení stanného práva (po atentátu na zastupujícího říšského protektora Reinharda Heydricha) byl Jaromír a jeho otec Karel převezeni z Terezína do pankrácké věznice v Praze a odtud pak oba deportovali do vězení v Drážďanech. Tam trávil Jaromír čas uvězněn na samotce lepením pytlíků a po nějaké době byl přesunut do věznice Matylda ( Mathilde v německých Drážďanech). Jaromír Lisý a jeho otec Karel byli převezeni na Velikonoce 1943 do Litoměřic a postaveni tam před lidový soud (Volksgericht). Trest smrti si odnesli jen vedoucí odbojové skupiny (popraveni v Drážďanech), ale Jaromír a Karel byli odsouzeni k věznění (do tábora Griebo u Wittenbergu, v Sasku) spojenými s nucenými pracemi (fyzicky náročná práce pod širým nebem spojená s nízkými příděly stravy). Za pomoci badatelů bible (Bibelforscher), což byli vězni odsouzení za to, že odmítali bojovat z náboženských důvodů, se nakonec Jaromír dostal za otcem Karlem do vedlejšího, mírnějšího lágru Pretzsch.

### Lágr Pretzsch, návrat do vlasti
V lágru Pretzsch byl Jaromír ubytován na baráku s těžkými zločinci a zpočátku pracoval na kanalizaci a později se dostal do party zedníka, kde jako přidavač pomáhal stavět domy. V červnu 1944 se Jaromír dočkal propuštění z lágru, ale jeho otec tam byl vězněn dál. V Kolíně, kam Jaromír dojel vlakem a kde se musel hlásit na gestapu, se setkal s matkou a vrátil se ke své práci v tiskárně. V listopadu 1945 měl vypršet trest věznění i jeho otci Karlovi, ale k lágru se blížila fronta a tak byl Karel velitelem tábora předčasně propuštěn ještě s několika dalšími vězni. Karel se vydal na jih, několik dní prožil u své sestry v Podbořanech a na vypůjčeném bicyklu nakonec dojel na konci druhé světové války za rodinou do Kolína.

### 1945 až 1948
V květnu 1945 působil Jaromír Lisý do strážní služby povstaleckých skupin, jejichž úkolem bylo udržování klidu v určené oblasti. Po skončení léta 1945 nastoupil Jaromír do školy, kterou musel v roce 1939 nuceně opustit už v prvním ročníku. Studia ukončil v roce 1947 a začal se věnovat francouzštině ve státní jazykové škole. Po únoru 1948 byl z vůle ministerstva vnitřního obchodu jmenován kumulativním národním správcem ve Františkových Lázních, kde měl zahájit lázeňskou sezónu, konkrétně připravit k provozu hotely a další ubytovací zařízení. Po splnění tohoto (pro Jaromíra nezajímavého) úkolu nastoupil 2. května 1948 do školy pro důstojníky v záloze.

### Vojenská služba a nástup do generálního štábu (1950)
Po splnění základní vojenské služby nedaleko Sokolova, nastoupil na pozici vedoucího do chemické společnosti Chemapolu, kde měl na starosti propagační publikace, výstavy a veletrhy. Součástí jeho práce bylo i cestování (Poznaň, Curych, turecký Izmir). Po skončení Pražského vzorkového veletrhu se dostal do konfliktu s ředitelem Chemapolu, ale koncem roku 1950 byl povolán do armády, kam nastoupil do Prahy na generální štáb. Jaromír tak zahájil svoji kariéru důstojníka Československé lidové armády.

### V zahraničí
V období let 1955–1957 působil Jaromír ve funkci vojenského atašé v Budapešti, kde v roce 1956 zažil potlačení maďarského povstání. Poté pracoval asi 10 let opět v Československu, dosáhl hodnosti plukovníka a až v roce 1967 byl vyslán jako pozorovatel do syrského Damašku, kam odjel i se svojí manželkou. Tou dobou jejich dva synové již studovali v Praze a společně s Jaromírovými rodiči bydleli v pražských Košířích. Jaromír během své zahraniční mise procestoval nejen téměř celou Sýrii, ale i Libanon a některé oblasti v Iráku.

### 21. srpen 1968
V době, kdy vojska Varšavské smlouvy 21. srpna 1968 odsazovala Československo, byl Jaromír v Damašku a se svým nesouhlasným postojem k srpnové „bratrské pomoci“ se netajil ani před prověrkovou komisí v roce 1971. Na základě jejího posudku byl z armády nedobrovolně propuštěn do zálohy v hodnosti plukovníka a zároveň byl vyškrtnut z komunistické strany Československa.

### 70. léta 20. století
Začátkem 70. let 20. století přišel do kontaktu s StB ohledně zaměstnání jednoho ze svých synů na správě dálkových spojů. Po propuštěná z armády v roce 1971 pracoval Jaromír v překladatelském oddělení v dodavatelsko-inženýrském závodě Škoda, který se specializoval na stavbu elektráren v zahraničí. V roce 1980 odešel do starobního důchodu.

### Další aktivity
I v důchodu se Jaromír věnoval tlumočení a překladům, spolupracoval s cestovní kanceláří, kde pracoval jako tlumočník a průvodce (procestoval Turecko, Kavkaz, Chamonix). V roce 1987 ho mezinárodní organizace novinářů vyslala do alžírské Biskry jako tlumočníka a koncem 80. let 20. století pořizoval v Berlíně překlady z němčiny do francouzštiny. Mezi jeho záliby patřily kromě studia jazyků i cestování a turistika.
V roce 2011 se stal Jaromír členem Československé obce legionářské, jednoty Praha 5. V roce 2019 strávil 14 dní cestováním po Íránu a v roce 2020 začal se studiem v Centru celoživotního vzdělávání. Ing. Jaromír Lisý (plukovník ve výslužbě) zemřel v Praze dne 12. listopadu 2021 ve věku 100 let.